# GHB receptor
Gama-hidroksibuteratni receptor, ili GHB receptor (GHBR), originalno identifikovan kao GPR172A, je G protein-spregnuti receptor koji vezuje gama-hidroksibuternu kiselinu (GHB).

## Istorija
Postojanje specifičnog GHB receptora je bilo predviđeno na osnovu proučavanja dejstva GHB i srodnih jedinjenja, koja prvenstveno deluju na  receptore, ali takođe pokazuju niz efekata za koje je nađeno da nisu posledica  aktivnosti. Iz tog razloga se smatralo da su proizvedeni jednim od neidentifikovanih receptora. Nakon otkrića orfan G-protein spregnutog receptora GPR172A, utvrđeno je da je on zapravo GHB receptor.  receptor pacova je prvi put bio kloniran i karakterisan 2003, a tome je sledila ljudska izoforma 2007.

## Funkcija
Funkcija GHB receptora se znatno razlikuje od funkcije  receptora. GHBR nema homolognu sekvencu sa  receptorom, i selektivni agonisti za GHB receptor nisu agonisti  receptora. Administracija nespecifičnih  agonista zajedno sa selektivnim  antagonistom, ne proizvodi sedativni efekat, umesto toga izaziva stimulišući efekat, čemu slede konvulzije na višim dozama, što se smatra da je posredovano povećanjem  struje i povišenim oslobađanjem dopamina i glutamata.

## Selektivni ligandi
--4-[4′-(2-jodobenziloksi)fenil]-[10]

### Agonisti
- gama-hidroksibuterna kiselina
- trans-hidroksikrotonska kiselina
- [11]
--3-hidroksiciklopent-1-enekarboksilna kiselina
- -356: 4-(4-hlorofenil)-4-hidroksi-but-2-enoiska kiselina
- -435: 4-(p-metoksibenzil)-
- 4-(p-hlorobenzil)-

## Literatura
1. ↑  Snead OC (2000). „Evidence for a G protein-coupled gamma-hydroxybutyric acid receptor”. J. Neurochem. 75 (5): 1986—96. PMID 11032888. doi:10.1046/j.1471-4159.2000.0751986.x.
2. ↑  Andriamampandry C; Taleb O; Viry S;  . (2003). „Cloning and characterization of a rat brain receptor that binds the endogenous neuromodulator gamma-hydroxybutyrate (GHB)”. FASEB J. 17 (12): 1691—3. PMID 12958178. doi:10.1096/fj.02-0846fje.
3. ↑  Andriamampandry C, Taleb O, Kemmel V, Humbert JP, Aunis D, Maitre M (2007). „Cloning and functional characterization of a gamma-hydroxybutyrate receptor identified in the human brain”. FASEB J. 21 (3): 885—95. PMID 17197387. doi:10.1096/fj.06-6509com.
4. ↑  Cash, C; Gobaille, S; Kemmel, V; Andriamampandry, C; Maitre, M (1999). „γ-hydroxybutyrate receptor function studied by the modulation of nitric oxide synthase activity in rat frontal cortex punches”. Biochemical Pharmacology. 58 (11): 1815—9. PMID 10571257. doi:10.1016/S0006-2952(99)00265-8.
5. ↑  Maitre M, Humbert JP, Kemmel V, Aunis D, Andriamampandry C (2005). „[A mechanism for gamma-hydroxybutyrate (GHB) as a drug and a substance of abuse]” [A mechanism for gamma-hydroxybutyrate (GHB) as a drug and a substance of abuse]. Med Sci (Paris) (на језику: French). 21 (3): 284—9. PMID 15745703. Архивирано из оригинала 15. 07. 2009. г. Приступљено 17. 03. 2011.
6. ↑  Castelli MP; Ferraro L; Mocci I;  . (2003). „Selective gamma-hydroxybutyric acid receptor ligands increase extracellular glutamate in the hippocampus, but fail to activate G protein and to produce the sedative/hypnotic effect of gamma-hydroxybutyric acid”. J. Neurochem. 87 (3): 722—32. PMID 14535954. doi:10.1046/j.1471-4159.2003.02037.x.
7. ↑  Castelli MP (2008). „Multi-faceted aspects of gamma-hydroxybutyric Acid: a neurotransmitter, therapeutic agent and drug of abuse”. Mini Rev Med Chem. 8 (12): 1188—202. PMID 18855733. doi:10.2174/138955708786141025.
8. ↑  Crunelli V, Emri Z, Leresche N (2006). „Unravelling the brain targets of gamma-hydroxybutyric acid”. Curr Opin Pharmacol. 6 (1): 44—52. PMC 2174623 . PMID 16368267. doi:10.1016/j.coph.2005.10.001.
9. ↑  Carter LP, Koek W, France CP (2008). „Behavioral analyses of GHB: Receptor mechanisms”. Pharmacol. Ther. 121 (1): 100—14. PMC 2631377 . PMID 19010351. doi:10.1016/j.pharmthera.2008.10.003.
10. ↑  Høg S; Wellendorph P; Nielsen B;  . (2008). „Novel High-Affinity and Selective Biaromatic 4-Substituted gamma-Hydroxybutyric Acid (GHB) Analogues as GHB Ligands: Design, Synthesis, and Binding Studies”. J. Med. Chem. 51 (24): 8088—95. PMID 19053823. doi:10.1021/jm801112u.
11. ↑  Ticku MK, Mehta AK (2008). „Characterization and pharmacology of the GHB receptor”. Annals of the New York Academy of Sciences. 1139: 374—85. PMID 18991884. doi:10.1196/annals.1432.048.